# NGC 3201

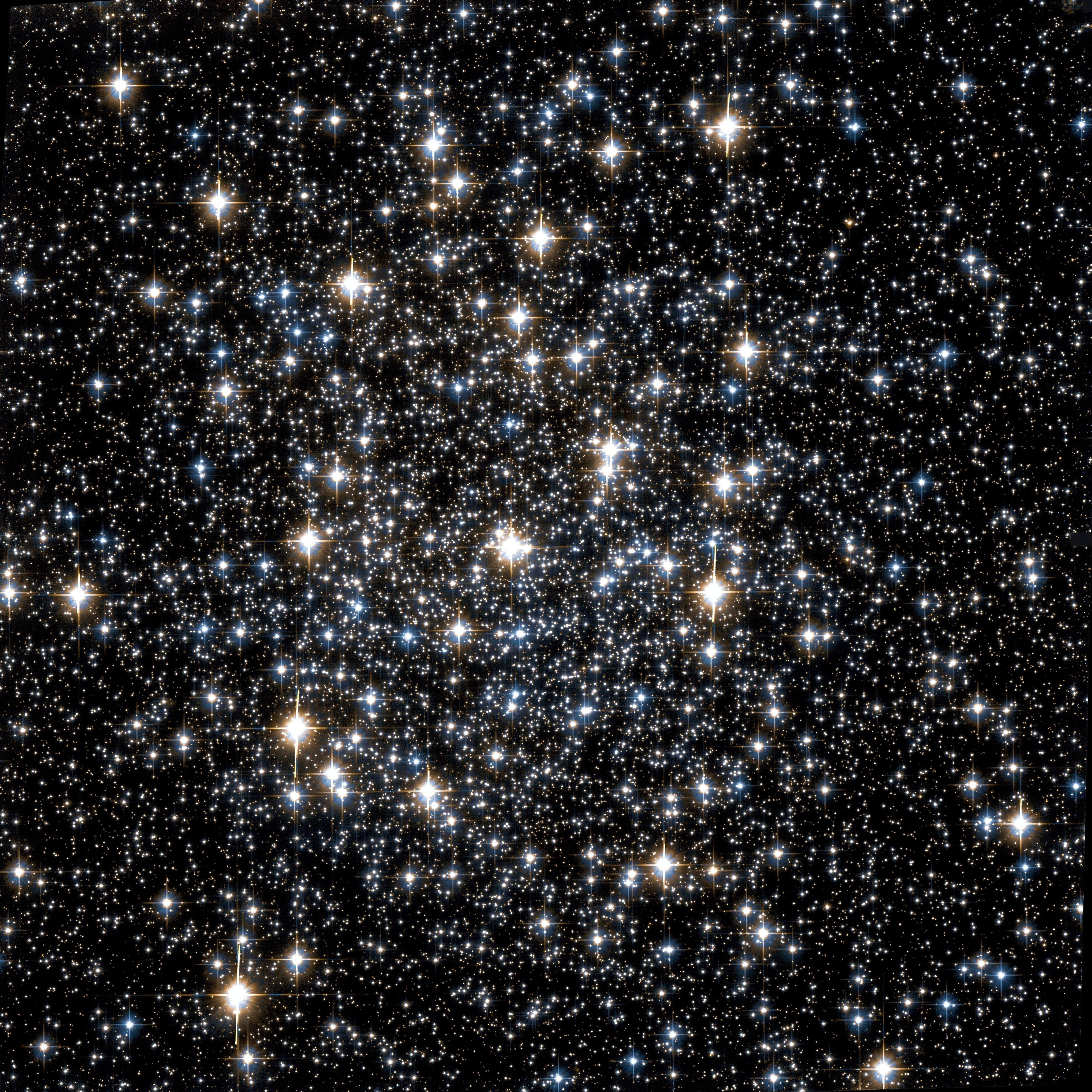
NGC 3201

NGC 3201 sau Caldwell 79 este un roi globular din constelația Velelor. 